# Opius tadzhicus
Opius tadzhicus är en stekelart som först beskrevs av Vladimir Ivanovich Tobias och Saidov 1995.  Opius tadzhicus ingår i släktet Opius och familjen bracksteklar. Inga underarter finns listade i Catalogue of Life.